# Tre Coppe Parabiago
Tre Coppe Parabiago war eine Radsportveranstaltung in Italien. Es war ein Straßenrennen, das als Eintagesrennen ausgetragen wurde und fand von 1908 bis 1911 statt.

## Geschichte
Der Kurs führte quer durch die Lombardei. Start und Ziel war der norditalienische Ort Parabiago. Das Rennen hatte vier Ausgaben. Es war den Berufsfahrern vorbehalten. Clemente Canepari konnte in diesem Rennen seinen ersten Sieg als Berufsfahrer feiern.

## Sieger
- 1908  Clemente Canepari
- 1909  Giovanni Cuniolo
- 1910  Carlo Galetti
- 1911  Carlo Galetti